# Герб Савинців
Герб  Савинців — офіційний символ смт Савинці Балаклійського району Харківської області, затверджений 6 вересня 2016 р. рішенням № 274-VIІ Савинської селищної ради.

## Опис герба
Герб територіальної громади селища Савинці, села Довгалівка, селища Раківка – це на зеленому фоні (символ добробуту, життя, достатку, багатства полів та угідь, єдності громади села  та їх трудової  звитяги та надії на світле майбутнє) зображення промислової труби, шестерні, соняшника, колосся пшениці та лелеки у небі.
Вгорі герба – назва населеного пункту Савинці, знизу – рік заснування 1671, який зображений на стрічці жовто-синього кольору, символіці державного прапору. 
Промислова труба (коричневого кольору, який символізує стриманість), є символом промисловості селища (цукровий завод). 
Шестерня (сірого кольору) поєднує в собі символ сонця та багатства і сільського господарства. 
Колосся пшениці (жовто-коричневого кольору) – як символ щедрості, добробуту та працьовитих рук трударів. 
Колос – символ єдності, родючості, повноти життя та її  майбутнього перетворення.
Лелека (біло-чорного кольору: білий колір чистоти, чорний – колір пильності) – який злітає в небо, символізує миролюбність. Назва селища та дата утворення зображені в синьому кольорі—кольорі гідності та чесності.                                                                                                            